# Kanton Cergy-Nord
Kanton Cergy-Nord is een voormalig kanton van het Franse departement Val-d'Oise. Kanton Cergy-Nord maakte deel uit van het arrondissement Pontoise en telde 53.779 inwoners (1999).
Het werd opgeheven bij decreet van 17 februari 2014 met uitwerking in maart 2015.

## Gemeenten
Het kanton Cergy-Nord omvatte de volgende gemeenten:
- Boissy-l'Aillerie
- Cergy (deels) (hoofdplaats)
- Osny
- Puiseux-Pontoise